# Grac
Els Grac (en llatí Gracchus) van ser una notable família romana d'origen plebeu que formava part de la gens Semprònia.
Va donar alguns personatges destacables a la República Romana i a l'Imperi:
- Tiberi Semproni Grac I, cònsol el 238 aC
- Tiberi Semproni Grac II, cònsol l'any 215 aC i el 213 aC
- Tiberi Semproni Grac, àugur el 203 aC
- Publi Semproni Grac, tribú de la plebs el 189 aC
- Tiberi Semproni Grac III, cònsol l'any 177 aC i el 163 aC
- Tit Veteri Grac Sempronià, àugur el 174 aC
- Tiberi Semproni Grac, militar romà
- Tiberi Semproni Grac, tribú de la plebs el 134 aC
- Gai Semproni Grac, tribú de la plebs el 124-123 aC i 123-122 aC
- Semproni Grac, amant de Júlia (filla d'August).

Un esclau fugitiu amb el nom de Semproni Grac es va fer passar per un fill de Tiberi Grac, però no pertanyia a la família. Vegeu Luci Equici